# Dessau

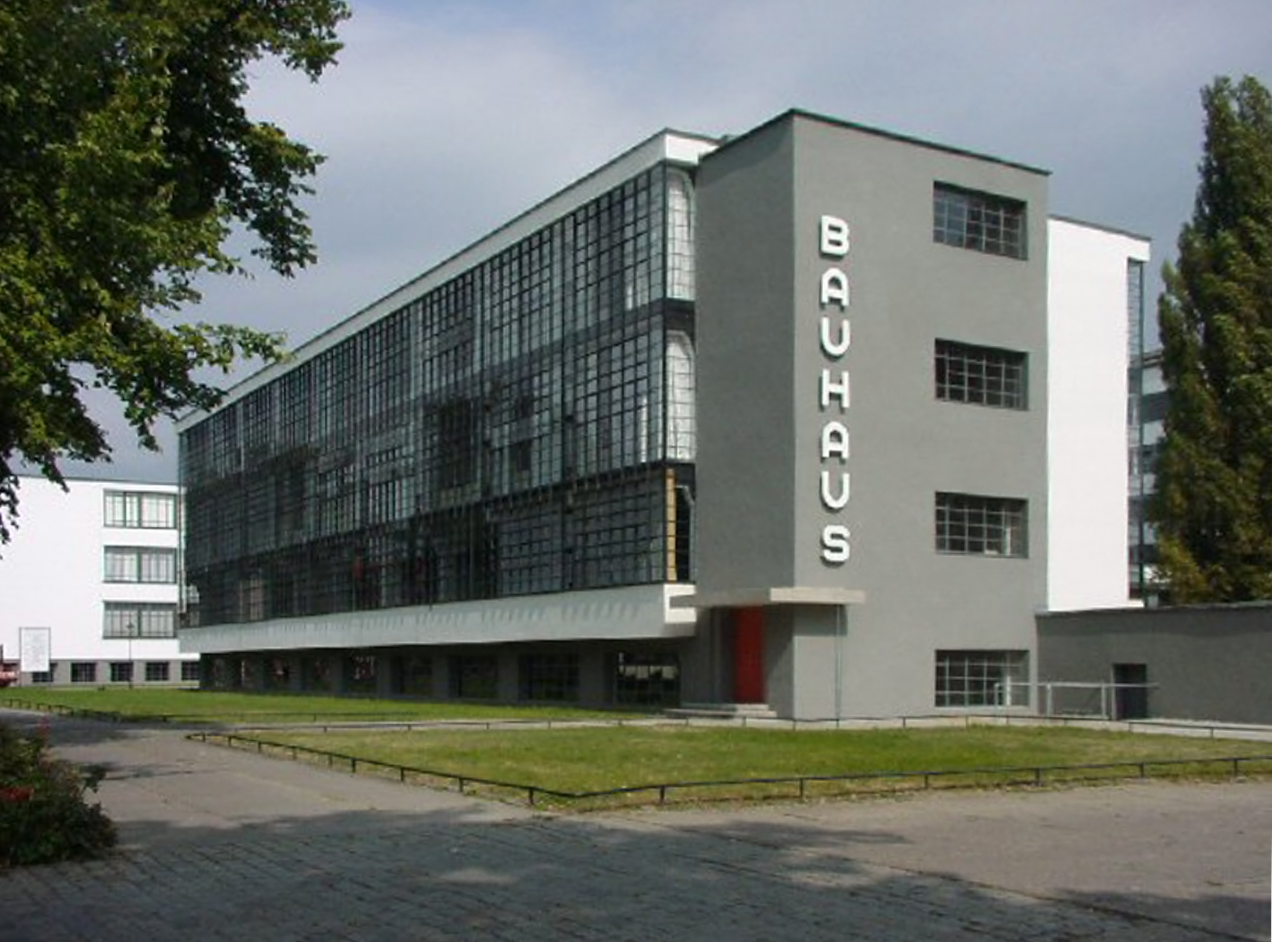
Dessau - Bauhaus

Dessau este un oraș în landul Saxonia-Anhalt, Germania, care la data 30.06.2007 a fuzionat cu orașul Roßlau formând împreună districtul urban Dessau-Roßlau, adică un oraș-district (în germană kreisfreie Stadt). 
Clădirea Bauhaus din Dessau a fost înscrisă în anul 1996 pe lista patrimoniului cultural mondial UNESCO.

## Personalități
- Moses Mendelssohn (1729 - 1786), filozof evreu-german;
- Gustav Lindau (1866 - 1923), biolog.